# Kochanowice (plaats)
Kochanowice is een dorp in het Poolse woiwodschap Silezië, in het district Lubliniecki. De plaats maakt deel uit van de gemeente Kochanowice en telt 1909 inwoners.

## Verkeer en vervoer
- Station Kochanowice